# Onaman Lake
Der Onaman Lake ist ein See im Thunder Bay District in der kanadischen Provinz Ontario.

## Lage
Der Onaman Lake liegt 50 km östlich vom Nipigonsee. Er wird am Nordufer vom Onaman River entwässert, der dem Nipigonsee zufließt. Der Ontario Highway 11 verläuft etwa 30 km südlich. Die Siedlung Nakina liegt 50 km nordöstlich des Onaman Lake.
Der See liegt im Bereich des Kanadischen Schilds auf einer Höhe von 325 m. Er hat eine Längsausdehnung in Südwest-Nordost-Richtung von 25 km. Die maximale Breite beträgt 7,5 km. Die Seefläche beträgt etwa 111 km².
Der abgelegene See wird üblicherweise per Wasserflugzeug erreicht. Angeltouristen können im See Glasaugenbarsch und Hecht fangen.
Der Name des Sees leitet sich von dem Ojibwe-Wort onâman ab, welches Zinnoberrot oder „roter Lehm“ bedeutet. 